# ゲイリー・ガードナー
ゲイリー・ガードナー（Gary Gardner、1992年6月29日 - ）は、イングランド・ソリフル出身のプロサッカー選手。ケンブリッジ・ユナイテッドFC所属。ポジションは、ミッドフィールダー。
サッカー選手のクレイグ・ガードナーは実兄。

## 経歴

### クラブ
アストン・ヴィラFCの下部組織出身。2011年11月、期限付き移籍先のコヴェントリー・シティFCでプロデビュー。その後、負傷者が続出したことからアストン・ヴィラFC呼び戻され、12月のチェルシーFC戦でアストン・ヴィラのトップチームデビューを果たした。
2015年1月、ノッティンガム・フォレストFCにレンタル移籍。2017年8月、バーンズリーFCにレンタル移籍。
2019年6月、昨年8月から期限付き移籍で加入していたバーミンガム・シティFCに完全移籍。
2024年7月14日、ケンブリッジ・ユナイテッドFCに2年契約で移籍。

### 代表
各年代でイングランド代表に選出されており、主要大会ではUEFA U-17欧州選手権などに参加した。